# 태화관
태화관(泰和館)은 일제강점기에 경성부에 있던 음식점 겸 술집으로, 유명한 요리집이던 명월관의 부속 건물이었다. 위치는 현재의 서울 종로구 인사동이다. 현재의 지번은 종로구 인사동 194번지-27호로 태화빌딩이 서있다.

## 역사
태화관은 본래 이완용의 별장이었는데, 이토 히로부미와 함께 정사를 논하기도 했던 곳이다. 이완용이 이사하며 요리집이 개점하였다. 모체인 명월관은 1910년 한일강제병합으로 조선이 멸망하면서 실직한 궁중요리사 안순환이 궁궐 요리를 일반인들에게 소개하면서 큰 인기를 끌었다. 1890년 관기제도가 없어지자 지방과 궁중의 기녀들이 명월관에 모여들었으니 명월관은 사교장으로 유명해졌다. 시간이 지나면서 명월관은 친일파들이 나라를 일본에 팔아먹은 돈으로 방탕하게 노는 곳이 되었다. 이완용, 송병준, 이지용 등의 상징적인 친일파들이 단골손님이었다. 1918년 화재로 명월관이 없어지자 안순환은 서울시 종로구 인사동에 명월관의 별관인 태화관을 열었으며, 춤과 노래를 제공하는 영업을 했다.

## 삼일운동
1919년 3·1 운동 당시 민족대표 33인 가운데 길선주, 김병조, 유여대, 정춘수를 제외한 29명이 집결하여 오후 2시부터 기미독립선언서를 낭독하고 만세를 부르는 모임을 가졌다. 천도교 3대교주 손병희의 영향으로 태화관이 독립선언서 낭독장소가 되었다. 손병희는 주옥경과 결혼했으므로 인맥으로써 독립선언서 낭독장소를 마련한 것이었다. 손병희는 태화관 주인 안순환에게 전화를 걸어 점심 손님 30명이 간다고 했으며, 민족대표들은 태화관 사교 1호실에서 태극기에 경례했다. 안순환을 불러 조선총독부에 전화를 걸게 함으로써 이들은 일본 경찰에게 연행되어 갔다. 당시 헌병과 순사들이 태화관에 올 때에 인력거를 가지고 오자, 자동차를 가지고 오라고 했다. 그래서 택시 일곱 대에 나눠타고 경무 총감부에 갔다.
민족대표들은 당시 기미독립선언서 낭독 후 만세 삼창을 불렀다. 낭독을 하려고 했으나 그러지 않았다는 소수설도 있다.
당시의 건물은 그해 5월 화재 사고로 소실되었는데, 6월에 발생한 보성사 화재 사건과 함께 일제의 방화에 의한 것으로 추정된다. 보성사는 3·1 운동때 낭독된 독립선언서를 인쇄한 곳이다.

## 현재 모습
태화관 자리에는 태화빌딩이 건축되어 있으며 건물 앞에는 3·1 운동 때 독립선언식이 있었던 장소임을 표시하는 표지석이 설치되어 있다.

## 같이 보기
- 순화궁